# Differenciálmű

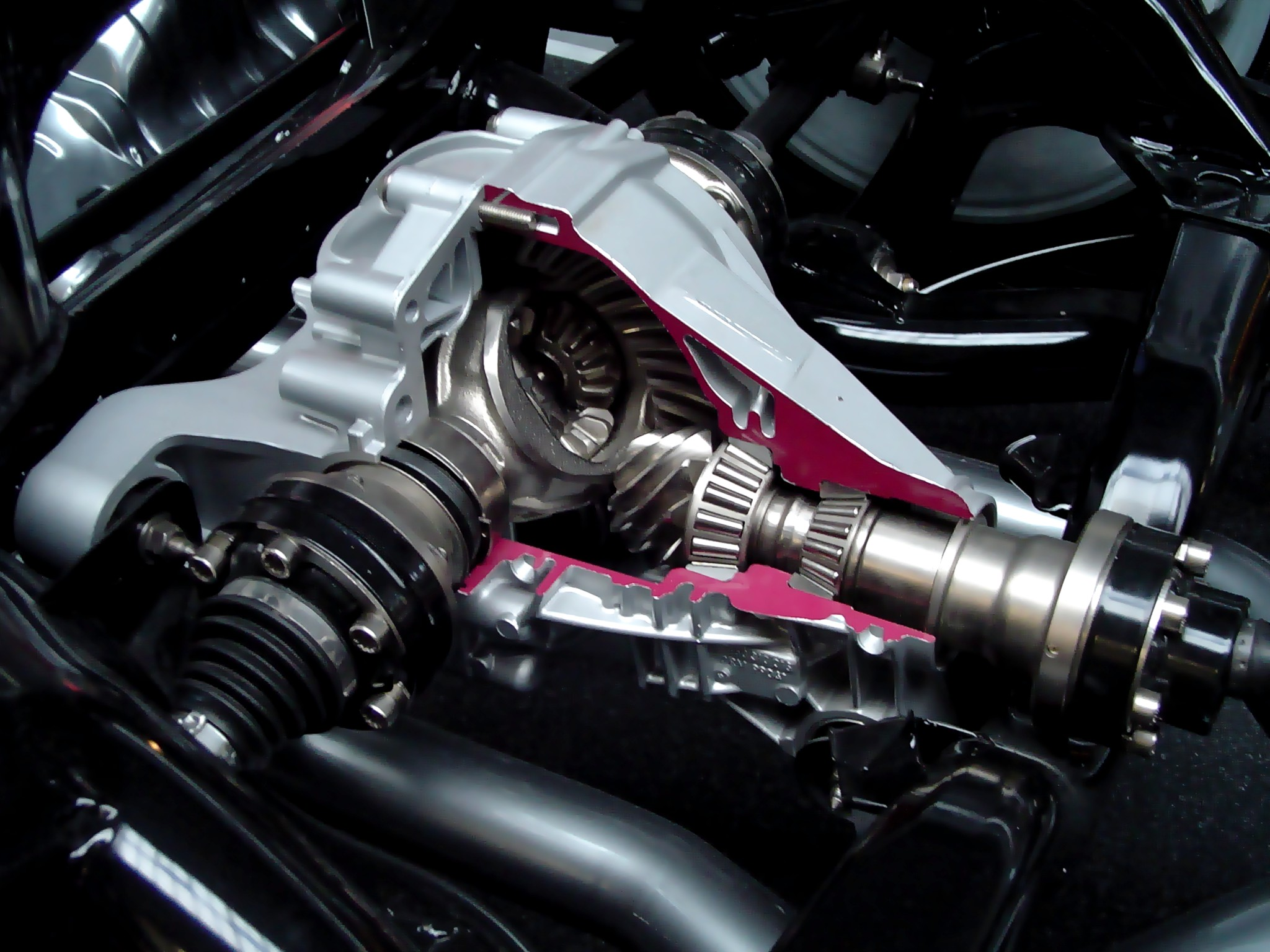
Differenciálmű egy autóban („hasított” demonstrációs modell)

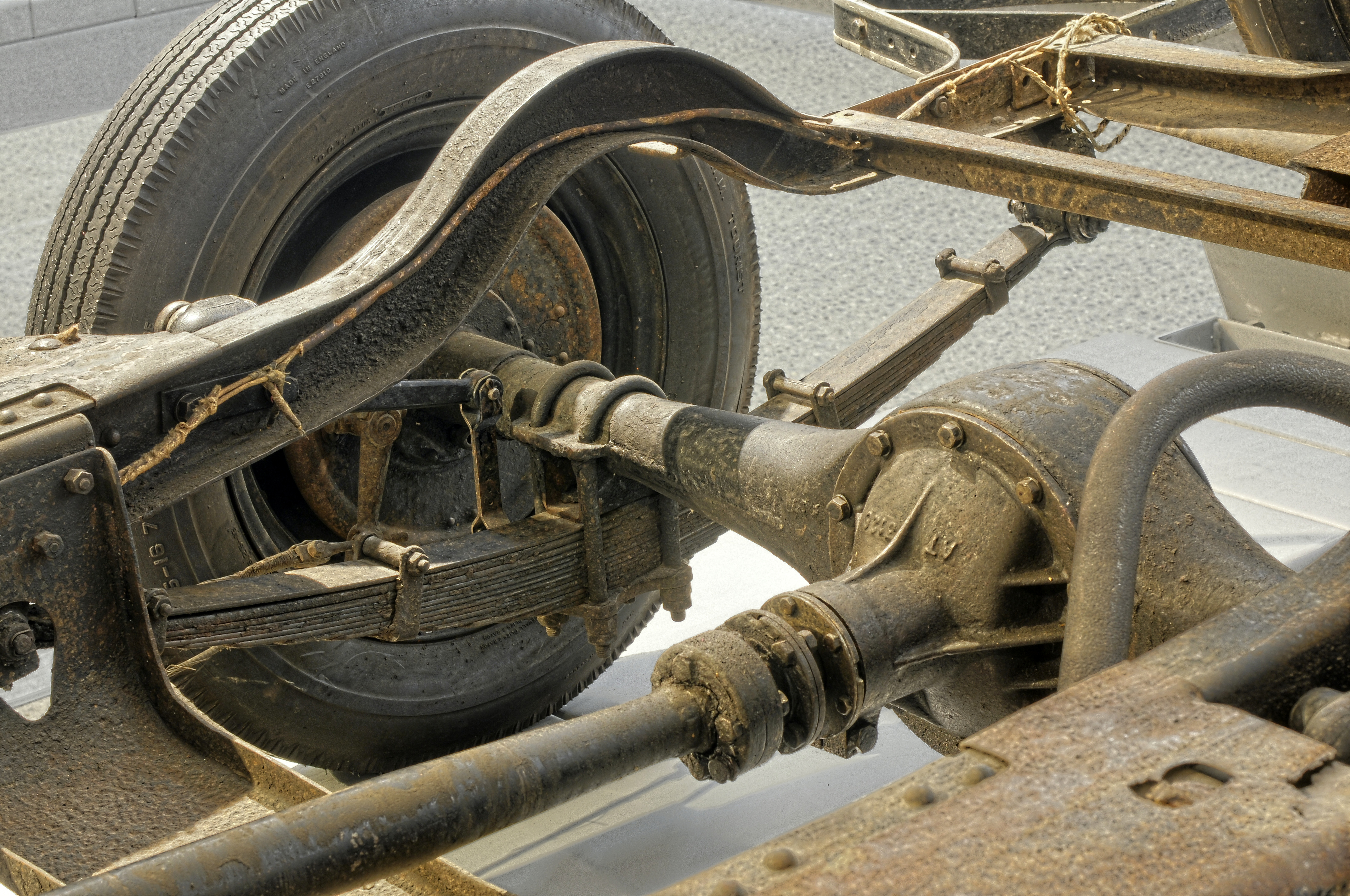
A differenciálmű elhelyezkedése

A differenciálmű, magyar nevén kiegyenlítőmű egy mechanikai szerkezet, amelynek feladata a hajtott oldalak felé a nyomaték átvitele, fordulatszám-különbség lehetővé tétele mellett. Járművekben, a hajtott tengelyen történő felhasználása a legismertebb. Röviden „difinek” is hívják.
Nem azonos a differenciálzárral, a kifejezésről lásd lentebb a Speciális változatok alatt.

## Szükségessége
Ha egy járműnek merev hajtott tengelye van, a két hajtott kerék azonos fordulatszámmal forog. Ez azonban csak egyenes haladáskor kívánatos, kanyarodáskor a külső íven futó keréknek nagyobb, a belsőnek kisebb utat kell megtennie, mint a jármű középvonalának, tehát különböző fordulatszámmal kell, hogy forogjanak. Ellenkező esetben vagy az egyik hajtott oldal fog megcsúszni, vagy jó tapadás esetén akkora csavaró igénybevétel terheli a merev tengelyt, hogy az eltörik. A megcsúszás káros a rendellenes kopás és a plusz teljesítményszükséglet miatt, de az úttartás is romlik, mert a csúszási súrlódási erő lényegesen kisebb, mint a tapadási, így az oldalvezető erő is lecsökken, a hajtott tengely sodródni kezd. Ugyancsak ez a helyzet a több hajtott tengellyel rendelkező járművek esetében, mivel itt a kormányzott tengely nagyobb íven kanyarodik, mint a nem kormányzott, tehát itt is más a fordulatszám. A keréknyomás változása miatt keletkező, vagy a kopásból adódó átmérőkülönbség önmagában is szükségessé teszi az alkalmazását, egyenes haladáskor is.

## Általános kialakítása

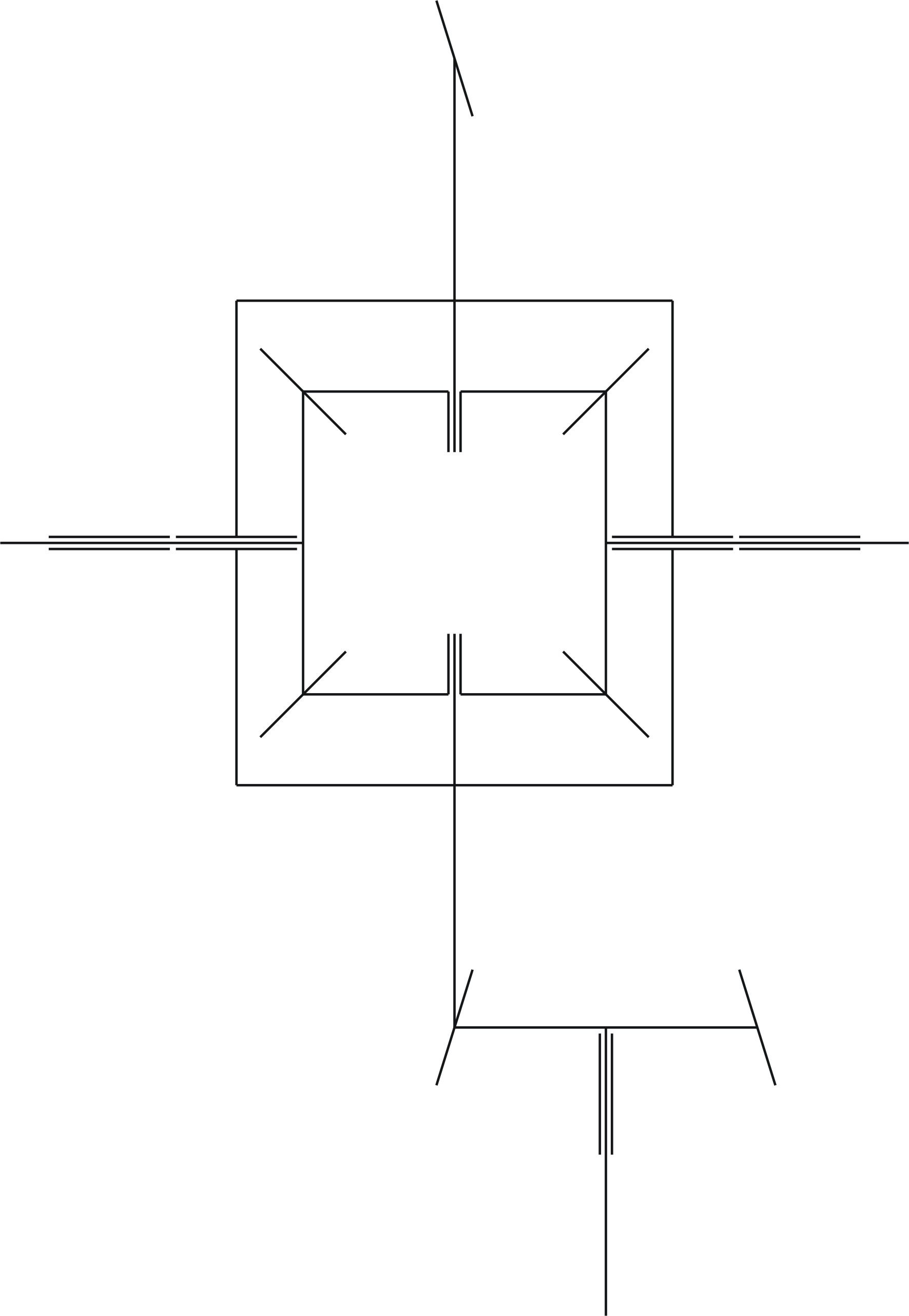
Egyszerű differenciálmű kinematikai vázlata

A kihajtó tengelyek egymással szembefordított kúpfogaskerekeivel (napkerekek) kapcsolódó kúpkerekek (bolygókerekek) csapágyazott felfüggesztő házát hajtjuk meg. Normál tapadási viszonyok között, ez mindkét féltengely felé azonos nagyságú nyomatékot biztosít, de a bolygókerekek elfordulásával lehetővé válik az egymáshoz képesti szögelfordulás. A két kihajtás szögsebességének összege állandó. Egyenes menetben a bolygókeréktartó ház forog, a bolygókerekek állnak, és egyenlő sebességgel forgatják a kihajtó tengelyeket. Íven kanyarodáskor a forgó bolygókeréktartóban, a bolygókerekek elforognak, és a napkerekeken legördülnek, a tartó fordulatszámához képest az egyik tengely gyorsul, a másik ugyanannyival lassul. A bolygókeréktartó-ház meghajtása általában nagy módosítású kúpkerékhajtással történik. A bolygókerékházra szerelt nagy átmérőjű kúpfogaskereket nevezik általában tányérkeréknek, a meghajtó kis kereket nyeleskerék néven emlegetik, mert általában egy anyagból készül a tengelyével. Azért szükséges a nagy módosítás, hogy a sebességváltótól a teljesítményt nagy fordulatszámon vihessük oda, így kisebb az átvitt nyomaték, a tengely vékonyabb, tehát könnyebb lehet. Előfordul homlokkerekes kivitel is.

## Speciális változatok
Éppen kinematikai jellemzői okoznak gondot a tapadás egyik oldali elvesztésekor, amikor a jól tapadó oldal (pl. a jó úton lévő kerék) megáll, a másik pedig (pl. sárban vagy jégen lévő kerék) kétszeres fordulatszámmal szabadon pörög. Mivel a két oldal felé kivitt nyomaték is egyenlő, egyik oldal sem hajt. (A forgómozgás teljesítménye a nyomaték és a szögsebesség szorzata P=M×ω, bármelyik nulla, hajtás nincs.) Ennek kiküszöbölésére több különböző megoldást találtak:

### Differenciálzár
Féltengelyek közötti oldható mechanikus kapcsolat, általában csúszó bordás kapcsolóhüvely, ritkábban lemezes súrlódó tengelykapcsoló. Szükség esetén kézzel kell kapcsolni.

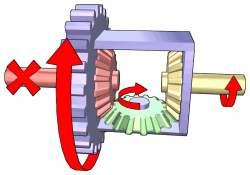
Differenciálmű szabadon, az egyik kihajtás áll, a másik szabadon pörög.

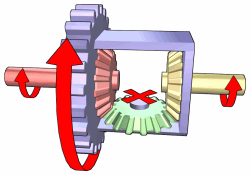
Differenciálmű zárva, a két oldal között merev kapcsolat van, a kihajtás egyenlő.

### Növelt belső súrlódású differenciálmű
A két oldal között rugóval előfeszített tengelykapcsoló, ami egy előre beállított nyomatéknál megcsúszhat. Egyenesmenetben nem terhel, kanyarban csekély veszteséget okoz ugyan, de normál üzemi körülmények között nem fenyeget sem jelentős túlmelegedés, sem számottevő kopás.

### Önzáró differenciálmű
Nem fogaskerekes elven működik, két bonyolult felületű, különböző osztású bordázott tárcsa között csúszó kapcsolóelemek viszik át a nyomatékot, ezért kipörgés nem fenyeget. Csak akkor képes fordulatszám-különbséget lehetővé tenni, ha mindkét oldal forog, ellenkező esetben merev kényszerhajtásként viselkedik.
Nem csak a fordulatszám lehet különböző a két oldal között, hanem a nyomatékigény is. Ha a jármű első és hátsó futóműve is hajtott, de a kialakítás más (például hátul dupla kerék vagy két tengely), szükség lehet a nem 1:1 arányú nyomatékelosztásra.
Erre szolgál az

### Aszimmetrikus differenciálmű

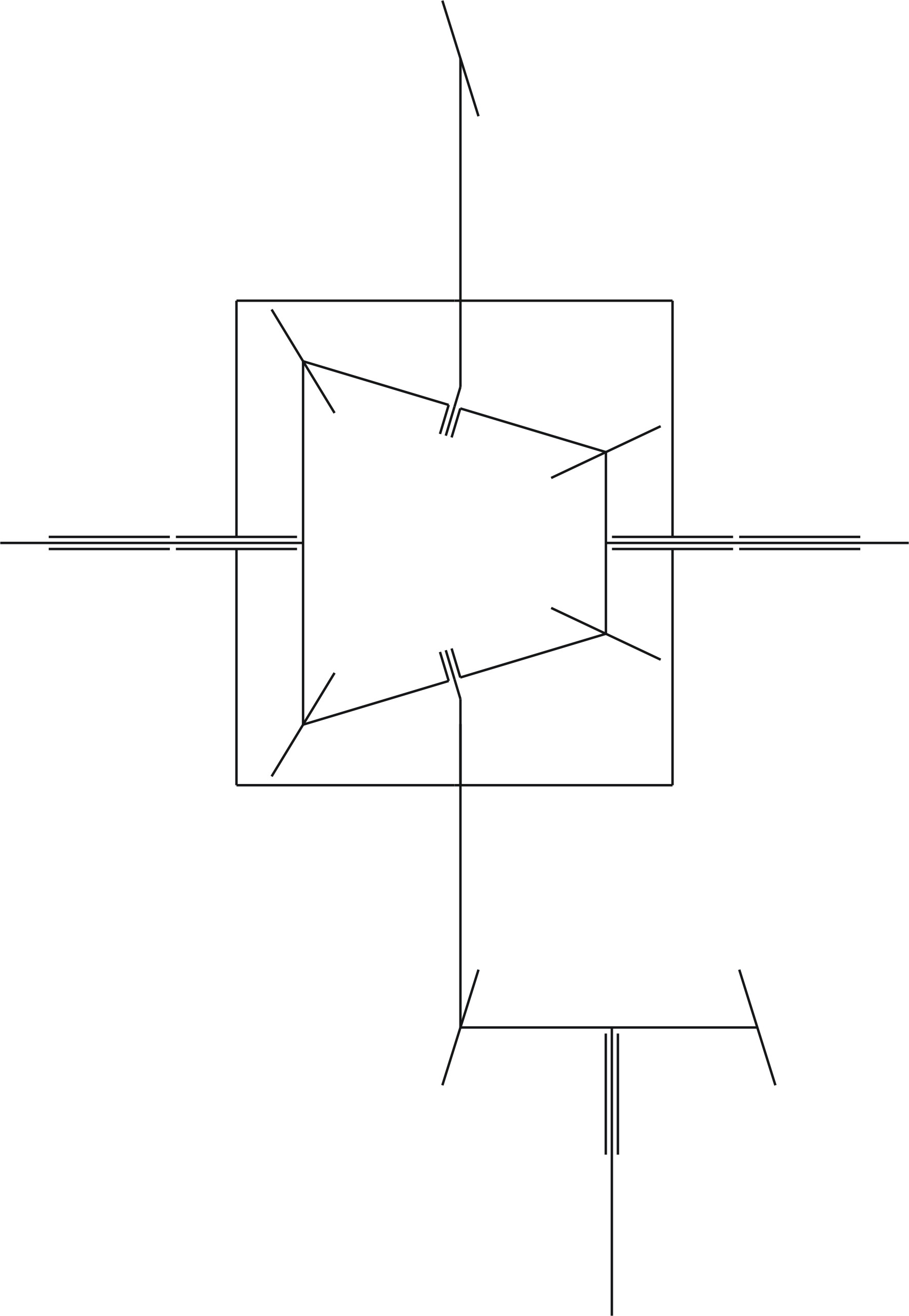
Aszimmetrikus differenciálmű kinematikai vázlata

Különböző átmérőjű napkerekeket építenek be, ezeket vagy különálló, de közös tengelyre szerelt bolygókerekekkel kapcsolják össze, vagy nem derékszögű, ferdén elhelyezett bolygókerékkel szerelik. A kimenő fordulatszámok a kerekek tapadása miatt megegyeznek, az arányos nyomatékelosztást biztosítják a folyamatosan legördülő bolygókerekek. Ennek a hajtóműtípusnak a neve: osztómű.

## Egyéb felhasználás

### Irányítástechnika
Az irányítástechnikában fordulatszámok, szögsebességek összehasonlítására és elforduló alkatrészek egymáshoz viszonyított szöghelyzetének ellenőrzéséhez alkalmazzák: a féltengelyeket meghajtva a két bemenő fordulatszám különbsége jelenik meg a bolygókerékház tengelyén.

### Aritmetika
Analóg számításokhoz használták. Mechanikai gépekben a differenciálmű három független tengelye közül kettőnek a fordulatszáma, vagy elfordulási szöge adja a harmadik tengelyen (kimenet) a két bemeneti szám összegét vagy különbségét, attól függően melyik tengelyeket használjuk bemenetként. A differenciálmű legkorábbi ismert alkalmazása az Antiküthérai szerkezet, i. e. 100 körül.